# جيمس فلمنج
جيمس فلمنج هو سياسي كندي، ولد في 20 يونيو 1839، وتوفي في 5 أكتوبر 1902. حزبياً، نشط في الحزب الليبرالي الكندي. وقد انتخب عضو مجلس العموم الكندي.